# Félix González Gatica
Félix Marcelo González Gatica (Concepción, 26 de mayo de 1972) es un administrador público y político chileno. Es militante del Partido Ecologista Verde, donde ejerció como su presidente entre 2014 y 2022. Entre 2014 y 2016 fue consejero regional por Concepción. En las elecciones parlamentarias de 2017 fue elegido para ejercer como diputado de la República por el distrito n°20, siendo reelecto en 2021.

## Carrera política

### Candidaturas fallidas y fundador del PEV
González se postuló en dos ocasiones a diputado por el distrito 44, primero como independiente y luego representando al Partido Ecologista Verde (PEV), sin resultar electo. También se presentó en dos oportunidades (en 2008 y 2012) para alcalde de San Pedro de la Paz, ambas sin éxito.
En 2013 fue precandidato presidencial del PEV para las elecciones presidenciales de 2013, pero fue derrotado en las elecciones primarias internas del partido por Alfredo Sfeir, quien finalmente se convertiría en el abanderado de la colectividad.
Desde el 1 de agosto de 2014 es presidente de su partido a nivel nacional (anteriormente solo lo era en la Región del Bío-Bío).

### Consejero regional
En las elecciones de consejeros regionales de Chile de 2013, González fue elegido consejero regional por la Provincia de Concepción, obteniendo la primera mayoría con el 13,24 % de los votos. Integró las comisiones de gobierno; de desarrollo territorial, planificación y transporte; de desarrollo social; de fomento y desarrollo productivo, turismo y energía; de medioambiente; y de agricultura y recursos hídricos.
Renunció al Consejo Regional en noviembre de 2016 para poder postular a la Cámara de Diputados en las elecciones parlamentarias de 2017. Fue reemplazado por Jaime Jara Araneda.

### Diputado
En las elecciones parlamentarias de 2017 fue candidato por su partido, en la lista del Frente Amplio, por el nuevo distrito 20, correspondiente a las comunas de Hualpén, Talcahuano, Chiguayante, Concepción, San Pedro de la Paz, Coronel, Florida, Hualqui, Penco, Santa Juana y Tomé. En la elección obtuvo 18 380 votos, correspondiente a un 5,45%, con lo cual resultó elegido. Asumió el 11 de marzo de 2018.
En 2021 se presenta nuevamente para elecciones parlamentarias en el distrito 20, obteniendo con 30.168 votos, logrando ser reelecto para el cargo de diputado.
En agosto de 2022 deja de presidir el Partido Ecologista Verde, luego de que asumiera una nueva directiva nacional de manera provisional durante el proceso de re-legalización del partido.

## Historial electoral

### Elecciones parlamentarias de 2005
- Elecciones Parlamentarias de 2005 a Diputados por el distrito 44 (Concepción, San Pedro de la Paz y Chiguayante)[10]

### Elecciones parlamentarias de 2009
- Elecciones Parlamentarias de 2009 a Diputados por el distrito 44 (Concepción, San Pedro de la Paz y Chiguayante)[11]

### Elecciones de consejeros regionales de 2013
- Elecciones de consejeros regionales de Chile de 2013 por las comunas de Coronel, San Pedro de la Paz, Lota, Hualqui y Santa Juana.

### Elecciones parlamentarias de 2017
- Elecciones parlamentarias de 2017 a Diputados por el distrito 20 (Chiguayante, Concepción, Coronel, Florida, Hualpén, Hualqui, Penco, San Pedro de la Paz, Santa Juana, Talcahuano y Tomé)[12]

### Elecciones parlamentarias de 2021
- Elecciones parlamentarias de 2021 a Diputados por el distrito 20 (Chiguayante, Concepción, Coronel, Florida, Hualpén, Hualqui, Penco, San Pedro de la Paz, Santa Juana, Talcahuano y Tomé)[13]